# Maria Conca
María Conca Martínez (Benejama, España, 1948) es una escritora, lingüista y paremióloga, especializada en lengua y cultura catalanas, profesora de la Universidad de Valencia, militante del Partit Socialista d'Alliberament Nacional dels Països Catalans (PSAN). Premio Miquelet de Honor, 2017.

## Trayectoria
Hija de labradores, los primeros años transcurrieron en su pueblo, en un ambiente rural. Con catorce años empezó a trabajar en una fábrica de muñecas de su pueblo, siendo su primer sueldo de 20 duros. Más tarde supo compaginar trabajo y estudios, considerándose siempre una trabajadora de la enseñanza.
Desde muy joven empezó la relación con el que luego sería su marido, Josep Guia y con el que también compartiría tanto la actividad política como, más tarde, la profesional en el campo de la filología. Fruto de esa temprana relación fue la profundización en el estudio de la lengua catalana, ya que hasta entonces la hablaba, pero no la escribía. Él le sugirió que escribieran como hablaban, en valenciano en esa lengua fue en la que se desarrolló su relación. Sus primeros escritos en catalán fueron cartas de amor.
Su carrera profesional empezó como maestra, pasando más tarde a la universidad. Fue una de las primeras en enseñar en catalán en el País Valenciano. En 1994 obtuvo el doctorado en Filología Catalana y su carrera se centró en la enseñanza de la lengua y cultura catalanas, así como la investigación en el área fraseológica y paremiológica. Tras su jubilación fue nombrada profesora honoraria de la Universidad de Valencia. En el 2017 la Societat Coral El Micalet le otorgó el Miquelet de Honor individual por su labor en pro de la cultura, la lengua y la identidad nacional.

## Activismo
En los primeros años 70 impulsó y cofundó el PSAN, viviendo los últimos años de la dictadura franquista y la transición, pero no se libró de sufrir represión. Más tarde, con la llegada de los hijos y el tener que compaginar trabajo y familia, pasó a un segundo plano en la actividad política, realizando tareas «menos vistosas, pero más efectivas», siempre según sus propias palabras.
Había empezado a adquirir consciencia nacional tras la lectura de Nosaltres, els valencians (Nosotros, los valencianos) de Joan Fuster, pero fue tras instalarse en Valencia para proseguir sus estudios cuando empezó a moverse en círculos valencianistas, porque «si teníamos una lengua, una cultura y pertenecíamos a una nación más amplia, que era Cataluña, entonces tendría que ser también sujetos políticos». Coincidió con la época de la Llibreria Concret y la Llibrería Tres i Quatre, la Nova Cançó, las manifestaciones contra la guerra del Vietnam, etc. En el año 1973 acudió a Prada, a la Universitat Catalana d'Estiu, donde tuvo oportunidad de conocer distintos partidos políticos y su ideología, entrando en contacto con militantes del PSAN.
Fue de las primeras en impartir clase en catalán en el País Valenciano y trabajó activamente en el movimiento de maestros y en la organización de las Escoles d’Estiu. El primer intento fue en 1975, pero lo prohibieron. Más tarde, en 1976, 1977 y 1978 sí que se realizaron, llegando a congregar un millar de maestros, que se pagaban su matrícula, porque querían aprender cómo introducir el catalán en la escuela. Aquellas escuelas se convirtieron más tarde en todo un movimiento pedagógico que fue creciendo. Dentro de esta actividad pedagógico-política, Conca escribió en colaboración con otros autores Escola i llengua al País Valencià (1976).
En el ámbito de sus compromisos cívicos, políticos y feministas, Conca publicó, normalmente en colaboración con Josep Guia, buen número de artículos y dio conferencias por todos los Países Catalanes. Siempre se ha mostrado firme defensora de la independencia económica y de los derechos de las mujeres.
Se destacan dentro de este compromiso, los siguientes trabajos:
- «Noves dades sobre presos i presons del primer temps de la repressió franquista a Alacant», Revista del Vinalopó (2009).

- «Anàlisi d’un sumaríssim d’urgència: el 7545 d’Alacant, contra Vicent Conca Amorós, alcalde de Beneixama», Cahiers de Prohemio, 11 (2010)
- «Tres voltes rebel: El compromís nacional, de classe i feminista de Maria-Mercè Marçal (PSAN 1976-1980)», III Jornades Marçalianes: Obertures teòriques i polítiques en l’obra de Maria-Mercè Marçal des de la perifèria (2010).

Entre otras muchas iniciativas de su compromiso con la lengua, la cultura y el país valenciano, se añaden además, la creación de la revista La Llobera (1978), la fundación de la asociación cultural La Quarantameula, la participación en la campaña «No trenquem la comarca. Per la unitat de l'Alcoià-Comtat» (1986) y la creación del Institut d'Estudis de les Valls de Mariola (2009).

## Actividad académica e investigadora
Aparte de las áreas pedagógicas en las que se destacó como militante activista en favor de la enseñanza en catalán (ver arriba), ha destacado en el estudio de las paremiología en general y en especial en la catalana, con obras teóricas y colecciones.
Se doctoró con una tesis sobre los proverbios catalanes basada en un corpus del siglo XV. La tesis se publicó como Teoria i història dels proverbis catalans. Aplicació a un corpus paremiològic del segle XVI (1995).
Su labor investigadora en el campo de la paremiología, junto a Josep Guia, continúa ofreciendo nuevos trabajos, que publica en distintas lenguas: catalán, castellano, francés e inglés. 
Además ha colaborado habitualmente en las revistas Perspectiva Escolar, Lluita, L'Espill y Caplletra.

## Premios
- Premio de Narrativa Infantil «Enric Valor» 1982
- Premio de Investigación Lingüística «Pompeu Fabra» 1986
- Premio de Cultura Popular «Valeri Serra i Boldú» 1995
- Premio extraordinario de doctorado de la Universidad de Valencia 1994-95
- Premio de Investigación Filológica «Marià Aguiló» 1996
- Premio a la unidad de la lengua catalana «Manuel Sanchis Guarner» 1997
- Premio a la Promoción y Uso del Catalán «Joan Valls» 2013
- Premio «Miquelet d’Honor» 2017

## Libros
- Escola i llengua al Pasís Valencià (1976), en colaboración con Marisa Lacuesta, Carme Miquel, Vicent Moliner y Tere Pitxer.
- En l'olivera dels cimals alts (1982).
- Paremiologia (1987).
- Els refranys catalans (1988).
- Teoria i història dels proverbis catalans. Aplicació a un corpus paremiològic del segle XVI (1995).
- Els primers reculls de proverbis catalans (1996), en colaboración con Josep Guia.
- Text i gramàtica. Teoria i pràctica de la competència discursiva (1998), en colaboración con Adela Costa, Maria Josep Cuenca y Gemma Lluch.
- El Tractat d'Almisrà (editora) (2008).
- La fraseologia. Principis, mètode i aplicacions (2014), en colaboración con Josep Guia.
- A frec del seu nom. Vida, obra i lluita de Xavier Romeu (2018), en colaboración con Josep Guia.